# Guillaume Ier de Nîmes
Pour les articles homonymes, voir Guillaume Ier.
Guillaume est un prélat du Moyen Âge, trente-unième évêque connu de Nîmes de 1134 à 1141.

## Éléments biographiques
Guillaume Ier est élu et sacré évêque de Nîmes la même année que la mort de son prédécesseur Jean III, en 1134.
Il participe au concile d'Uzès en 1139, puis se rend à Rome. Au palais du Latran, il contribue à mettre un terme au différend opposant deux abbés.
Son épiscopat n'est pas très long, il meurt en 1141. Il est enterré dans la cathédrale de Nîmes, près du tombeau de Raimond Guillaume. Aldebert d'Uzès lui succède.